# 6364 Casarini
6364 Casarini eller 1981 ET är en asteroid i huvudbältet som upptäcktes den 5 mars 1981 av den belgiske astronomen Henri Debehogne och den italienska astronomen Giovanni de Sanctis vid La Silla-observatoriet. Den är uppkallad efter den franska läraren Jeannine Casarini.
Asteroiden har en diameter på ungefär 10 kilometer.